# 桐生市立天沼小学校
桐生市立天沼小学校（きりゅうしりつあまぬましょうがっこう）は、群馬県桐生市相生町五丁目にある公立小学校。

## 所在地
- 群馬県桐生市相生町五丁目713番地1

## 学区
- 相生町1丁目の一部（飛地部分）[1]
- 相生町2丁目の一部
- 相生町5丁目

## 歴史

### 沿革
- 1973年（昭和48年）
  - 4月1日 - 桐生市立相生小学校より分離独立。
  - 8月19日 - 現在地に新校舎が完成し、移転。
- 1974年（昭和49年）
  - 2月22日 - 開校と校舎落成の両記念式典挙行。児童の作詞・作曲による「天沼小の歌」を発表する。
  - 7月18日 - プール落成式。
- 1979年（昭和54年）4月1日 - D棟増築工事完成。
- 1983年（昭和58年）2月22日 - 開校10周年記念式典挙行。
- 1987年（昭和62年）3月31日 - 校庭改修工事が完成。
- 1991年（平成3年）
  - 10月上旬 - ガス暖房機設置工事完了。
  - 11月中旬 - 校舎外壁改修工事完了（A・B・C棟）。
- 1993年（平成5年）
  - 2月22日 - 開校20周年記念式典挙行。
  - 4月22日 - 校庭遊具（すべり台）設置。
- 1993年（平成5年）12月4日 - 散水栓設置。
- 1994年（平成6年）
  - 2月27日 - 飼育小屋新設。
  - 3月25日 - PTAより校旗寄贈。
- 1999年（平成11年）6月21日 - 児童用コンピュータ設置（全11台）。
- 2002年（平成14年）5月 - 児童用コンピュータ機器更新（全21台）。ADSL回線開通。
- 2003年（平成15年）3月 - プール擁壁補強工事完了。
- 2004年（平成16年）1月 - 創立30周年記念式典挙行。
- 2005年（平成17年）8月 - 飼育小屋改修。
- 2006年（平成18年）5月 - 児童用コンピュータ設置。
- 2008年（平成20年）8月 - 豪雨により、A棟が浸水する被害が出た。
- 2009年（平成21年）1月 - 各教室に加湿器設置。
- 2010年（平成22年）2月 - 42型テレビを各教室に設置。
- 2011年（平成23年）
  - 3月 - 耐震工事・トイレ改修工事完了。
  - 8月 - 各普通教室に空調機設置。
- 2012年（平成24年）7月 - 児童用コンピュータを入替。
- 2013年（平成25年）8月 - 校務支援システム導入。

### 歴代校長
1. 小池清他（開校～1979年3月31日）
2. 北爪俊壽（1979年4月1日～1983年3月31日）
3. 小暮ナヲ子（1983年4月1日～1986年3月31日）
4. 大沢昭夫（1986年4月1日～1989年3月31日）
5. 小山誠喜（1989年4月1日～1992年3月31日）
6. 八木美介（1992年4月1日～1995年3月31日）
7. 山越桂三（1995年4月1日～1998年3月31日）
8. 角田親俊（1998年4月1日～2001年3月31日）
9. 岡田文雄（2001年4月1日～2002年3月31日）
10. 須藤友治（2002年4月1日～2006年3月）
11. 瀬田伸次（2006年4月～2009年3月）
12. 村松正敏（2009年4月～2012年3月）
13. 三井雅彦（2012年4月～2015年3月）
14. 大美賀信文（2015年4月～2018年3月）
15. 丹羽悦子（2018年4月～2020年3月）
16. 大里忠弘（2020年4月～）

## 学校目標
- 基本目標
  - 豊かな心と確かな学力を持ち、心身ともに健康でたくましく生きる児童の育成
- 具体目標
  - 自ら学びよく考える子ども
  - 仲よく助け合う子ども
  - たくましく生きる子ども
  - ふる里を愛する子ども

## 学校周辺
- 神明宮 - 郡境道路を挟んで敷地が隣接。
- 樹徳中学校・高等学校
  - 樹徳高校総合グラウンド - グラウンドの方が本校に近い。
  - 中学校・高校校舎
- 桐生市立相生中学校
- 高木病院
- 天沼稲荷神社
- 桐生市立天沼幼稚園

## アクセス
- わたらせ渓谷鐵道わたらせ渓谷線・東武鉄道桐生線相老駅から、
  - 徒歩約1.4 km弱・約21分（学校から駅まで直線距離は790 m弱だが、道路と駅舎の位置関係で1.5倍以上の距離となる）。
  - 『桐生市コミュニティバス「おりひめバス」』路線番号11（該当系統は予約制）「おりひめ相生南線」で、「天沼会館前」バス停下車後、徒歩約450 m・約7分。
- 『みどり市「電話でバス停」』（予約制デマンドバス）「神明宮前」停留所下車後、徒歩約355 m・約6分（停留所から学校敷地は「郡境道路」をはさんですぐ近くだが、道路と校門(正門)の位置関係で遠廻りとなる）。
  - 東武鉄道桐生線新桐生駅・阿左美駅、JR東日本両毛線岩宿駅から、上述の「電話でバス」に乗車し、「神明宮前」停留所下車後徒歩。なお、各鉄道駅から「神明宮前」停留所までの所要時間は、その時の予約状況で変わる。

## その他
- 校歌である「天沼小の歌」は児童の手によって作詞・作曲された。

## 主な出身人物
- 松田直樹（プロサッカー選手、2002年日韓ワールドカップ日本代表）